# Jean-Yves Terlain
Jean-Yves Terlain, né le 12 novembre 1944 à Angers, est un navigateur et architecte français.  

## Biographie
Il est l'oncle des frères Peyron (Loïck, Bruno et Stéphane). 
Il est devenu célèbre lors de la course transatlantique en solo Plymouth-Newport de 1972, à la barre du mythique trois-mâts Vendredi 13, du nom de la société de production de son financeur, Claude Lelouch.
En 2012 il participe à l'exfiltration de Paul Watson, alors arrêté et assigné à résidence en Allemagne suite au mandat d'arrêt émis par le Japon et le Costa-Rica.

## Palmarès et participations
- Transat anglaise
  - 1968 : 10e
  - 1972 : 2e[3] sur le monocoque Vendredi 13 soutenu financièrement par Claude Lelouch[4]
  - 1976 : abandon sur Kriter III
  - 1988 : 1er des monocoques sur UAP 1992

- Route du Rhum
  - 1982 : abandon sur Gauthier III

- Vendée Globe
  - 1989-1990 : abandon sur UAP, démâtage